# Stefan Šćepović
Stefan Šćepović (cyr. Cтeфaн Шћeпoвић; ur. 10 stycznia 1990 w Belgradzie) – serbski piłkarz, grający na pozycji napastnika w japońskim klubie Machida Zelvia.
Stefan zadebiutował w kadrze narodowej 29 lutego 2012 r.